# مبايعة الأمير عبد القادر (1832)
مبايعة الأمير عبد القادر الأولى تمت بتاريخ 5 رجب 1248 هـ الموافق 27 نوفمبر 1832م في سهل غريس ضمن منطقة معسكر في الجزائر.

## الاحتلال الفرنسي للجزائر
كانت صدمة الاحتلال الفرنسي للجزائر على سكان الجزائر بعد إنزال سيدي فرج بتاريخ 14 جوان 1830م سببا في بروز الشقاق والفوضى بين الزعماء وشيوخ القبائل في الغرب الجزائري.
وبحث أهالي وعلماء سهل غريس في معسكر عن زعيم يأخذ اللواء ويبايعونه على الجهاد تحت قيادته خاصة أن الفرنسيين بدأوا يتمددون من مدينة الجزائر نحو وهران وما حولها.
فاستقر الرأي على «محيي الدين الحسني» وعرضوا عليه الأمر، ولكن الرجل اعتذر عن الإمارة وقبل قيادة الجهاد، فأرسلوا إلى صاحب المغرب الأقصى عبد الرحمن بن هشام ليكونوا تحت إمارته فقبل سلطان المغرب وأرسل ابن عمه علي بن سليمان ليكون أميرًا على منطقة الغرب الجزائري.
وقبل أن تستقر الأمور تدخلت فرنسا مهددة السلطان بالحرب، فانسحب السلطان واستدعى ابن عمه ليعود الوضع إلى نقطة الصفر من جديد.
ورغم الانتصارات التي حققها الجزائريون في غرب البلاد، لكنهم كانوا على يقين بأن المعركة ما زالت طويلة مع العدو من جهة، وأن الإقليم محتاج إلى شخص ينظم إدارته من جهة أخرى. ولهذا عرضت قبائل وأعيان الغرب للمرة الثانية على الشيخ «محي الدين الحسني» الإمارة بتاريخ 22 نوفمبر 1832م، قائلين له:
وقد أضاف أحد الحاضرين قائلا لـ«محي الدين الحسني»:
لكن الشيخ «محي الدين الحسني» اعتذر مرة أخرى لكبر سنه وقال:
وفي ذات الوقت لم يمانع في ترشيح ابنه قائلا:
وهذا ما حدث بالفعل فقد تمت مبايعة الأمير عبد القادر في نفس المكان وفي نفس الموعد، بايعوه بالإمارة ولقبوه بـ«ناصر الدين» وكانت هذه هي «البيعة الأولى».

## البيعة الأولى
لما كان «محيي الدين الحسني» قد رضي بمسؤولية القيادة العسكرية، فقد التفت حوله الجموع من جديد، وخاصة أنه حقق عدة انتصارات على العدو، وقد كان عبد القادر على رأس الجيش الجزائري في كثير من هذه الانتصارات.
فاقترح «محي الدين الحسني» ابنه عبد القادر لهذا المنصب وجمع الناس لبيعته تحت شجرة الدردار، فقبل الحاضرون من علماء وكبراء ووجهاء القوم، وقبل الشاب تحمل هذه المسؤولية، وتمت البيعة، ولقبه والده بـ«ناصر الدين».
اقترح الناس على الأمير عبد القادر أن يكون سلطانا ولكنه اختار لقب الأمير وكان ذلك في 3 رجب 1248 هـ الموافق 27 نوفمبر 1832م وهو ابن أربعة وعشرون سنة.[بحاجة لمصدر]
توجه الأمير بعد البيعة إلى معسكر ووقف خطيبا في مسجدها أمام الجموع الكبيرة فحث الناس على الانضباط والالتزام ودعاهم إلى الجهاد والعمل.
وبعد الانصراف أرسل الأمير الرسل والرسائل إلى بقية القبائل والأعيان الذين لم يحضروا البيعة لإبلاغهم بذلك، ودعوتهم إلى مبايعته أسوة بمن أدى واجب الطاعة.

## علم الأمير عبد القادر

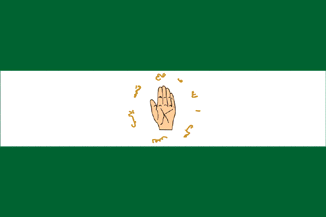
علم الأمير عبد القادر (1832م-1847م)

قامت المقاومة الشعبية الجزائرية ضد فرنسا بقيادة الأمير عبد القادر الجزائري بتصميم علم ليكون لواءً جديداً أعلاه وأسفله من الحرير الأخضر ووسطه من الحرير الأبيض رُسمت عليه يد مبسوطة محاطة بعبارات نصر من الله وفتح قريب وناصر عبد القادر بن محي الدين مضيفا أن كل من الرسم والكتابة كانتا باللون الذهبي.
﴿وَأُخْرَى تُحِبُّونَهَا نَصْرٌ مِنَ اللَّهِ وَفَتْحٌ قَرِيبٌ وَبَشِّرِ الْمُؤْمِنِينَ ۝١٣﴾ (سورة الصف)

## مكتبة الصور

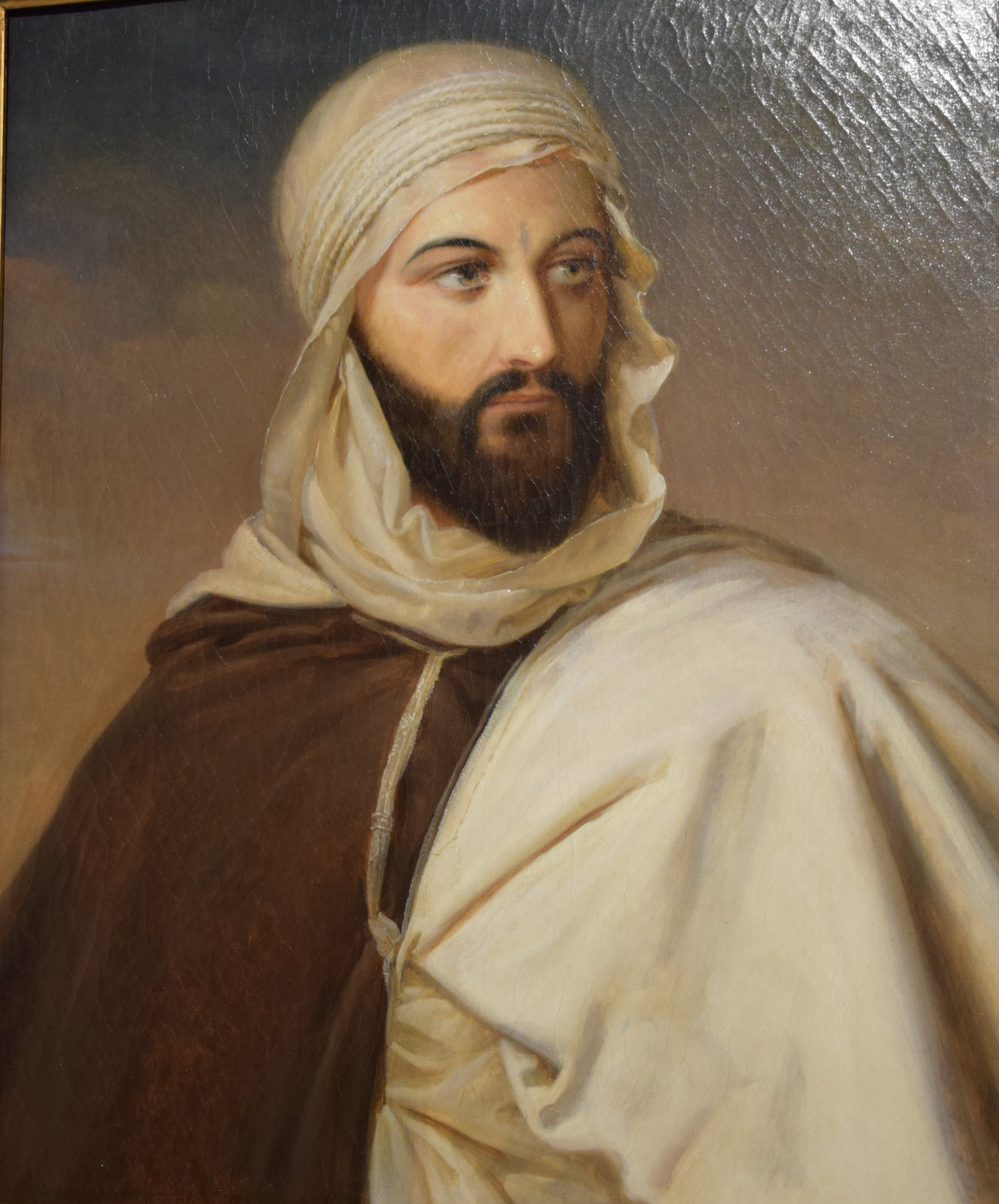
الأمير عبد القادر شابا
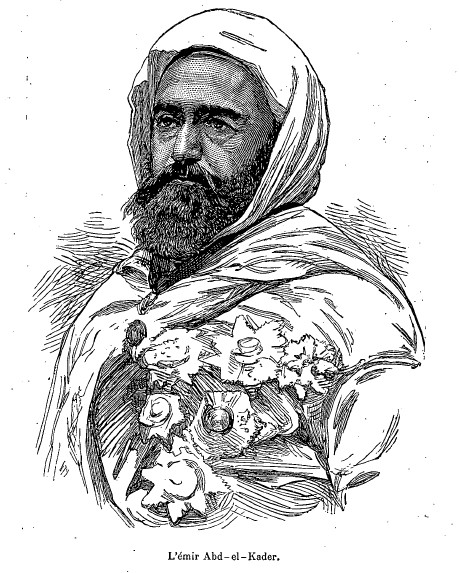
الأمير عبد القادر
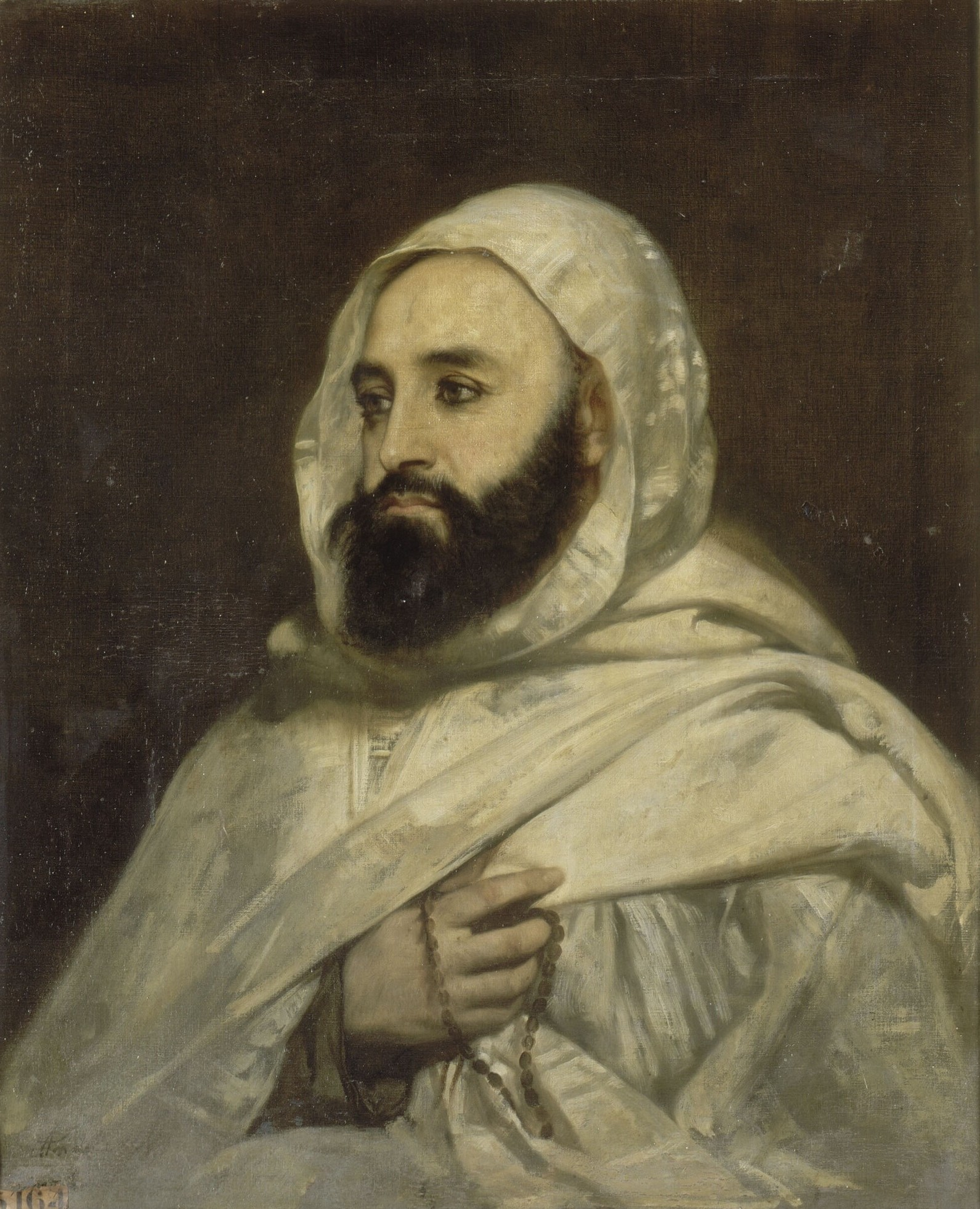
الأمير عبد القادر
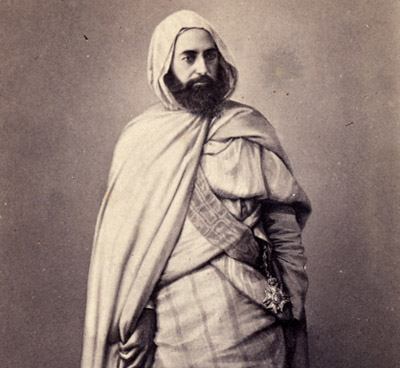
الأمير عبد القادر في سوريا
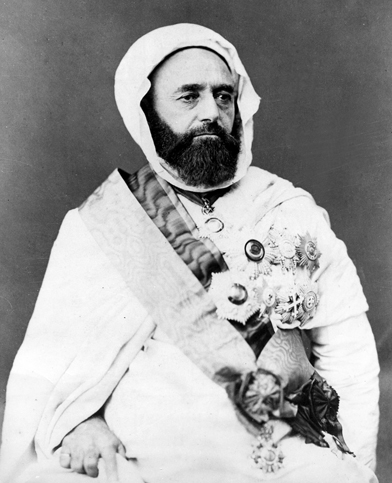
الأمير عبد القادر في سوريا

### مواضيع ذات صلة
- مبايعة الأمير عبد القادر (1833)
- معاهدة دي بورمن
- مبايعة محمد بن زعموم (1830)
- معاهدة دي ميشال
- معاهدة تافنة
- معاهدة لاموريسيير
- مقاومة الأمير عبد القادر
- مقاومة متيجة
- تركيبة جيش أفريقيا لحملة 1830